# Synagoga Abraham Avinu w Hebronie
Synagoga Abraham Avinu w Hebronie (hebr. ‏בית הכנסת על שם אברהם אבינו‎) – synagoga znajdująca się w Hebronie, w centrum dzielnicy żydowskiej.
Synagoga została zbudowana w 1540 roku przez rabina Malkiela Ashkenaziego. W 1740 roku była remontowana, a w 1864 roku znacznie powiększona. W 1929 roku Żydzi z Hebronu zostali wymordowani przez Arabów, a synagoga i ich domy zniszczone. W 1948 roku Hebron znalazł się w granicach Jordanii. Wówczas na miejscu dzielnicy żydowskiej powstał targ, wysypisko śmieci i publiczna toaleta. Na miejscu ruin synagogi powstała zagroda dla kóz i osłów.
Po wojnie sześciodniowej Żydzi powrócili do Hebronu. W 1976 roku rząd izraelski polecił zlikwidować zagrodę dla zwierząt i umożliwił odbudowę synagogi. Obecnie w każdy piątek wieczorem modlą się w niej żydowscy mieszkańcy Hebronu. Turyści zaś mogą ją zwiedzać codziennie.